# Emmanuel Meafou
Emmanuel Latu-Meafou (* 12. července 1998, Auckland) je ragbista hrající na pozici druhořadníka za francouzský klub Toulouse a za francouzskou reprezentaci. Se svým současným klubem vyhrál čtyřikrát francouzskou ligu (2021, 2023, 2024, 2025). V roce 2021 a 2024 zvítězill i v Evropském poháru mistrů. 
Narodil se na Novém Zélandu samojským rodičům a ve dvou letech se s rodiči přestěhoval do Austrálie. Do Francie se přestěhoval v prosinci 2018. Za Francii mohl začít hrát po získání jejich občanství, které získal v listopadu 2023. V tom roce mu bylo nabídnuto reprezentovat na MS 2023 Austrálii, ale Meafou odmítl. 
Premiéru si za reprezentaci odbyl v roce 2024 v zápase Six Nations proti Walesu. V roce 2025 se stal vítězem Six Nations. 
Než se stal profesionálním hráčem, pracoval jako lešenář.